# Michaela Meijer
Michaela Meijer (ur. 30 lipca 1993 w Göteborgu) – szwedzka lekkoatletka specjalizująca się w skoku o tyczce.

## Osiągnięcia
- srebrny medal mistrzostw świata juniorów młodszych (Bressanone 2009)
- złoto mistrzostw krajów nordyckich juniorów (Kopenhaga 2011)
- srebrny medal młodzieżowych mistrzostw Europy (Tallinn 2015)
- 5. miejsce podczas mistrzostw Europy (Amsterdam 2016)
- 5. miejsce podczas halowych mistrzostw Europy (Belgrad 2017)
- 8. miejsce podczas halowych mistrzostw Europy (Glasgow 2019)
- 9. miejsce podczas halowych mistrzostw Europy (Toruń 2021)
- 7. miejsce podczas halowych mistrzostw Europy (Stambuł 2023)
- złota medalistka mistrzostw Szwecji[1] oraz reprezentantka raju w drużynowych mistrzostwach Europy

Meijer dwukrotnie reprezentowała Szwecję na igrzyskach olimpijskich: w Rio de Janeiro (2016) zajęła 17. miejsce w eliminacjach i nie awansowała do finału, natomiast w Tokio (2021) zakończyła udział w konkursie na eliminacjach, plasując się na 16. pozycji.

## Rekordy życiowe
- skok o tyczce (stadion) – 4,83 (2020) rekord Szwecji
- skok o tyczce (hala) – 4,75 (2019) były rekord Szwecji